# Kotraba
Kotraba est une localité du Cameroun située dans le département du Mayo-Sava et la Région de l'Extrême-Nord, à proximité de la frontière avec le Nigeria. Elle fait partie de l'arrondissement de Tokombéré et du canton de Serawa.  

## Population
Lors du recensement de 2005, 1 252 personnes y ont été dénombrées.

## Éducation
Kotraba est doté d'un lycée public général.